# Kazimierz Biernat
Kazimierz Biernat (ur. 10 maja 1894 w Mordarce, zm. 7 grudnia 1937 w Sanoku) – major piechoty Wojska Polskiego, kawaler Orderu Virtuti Militari.

## Życiorys

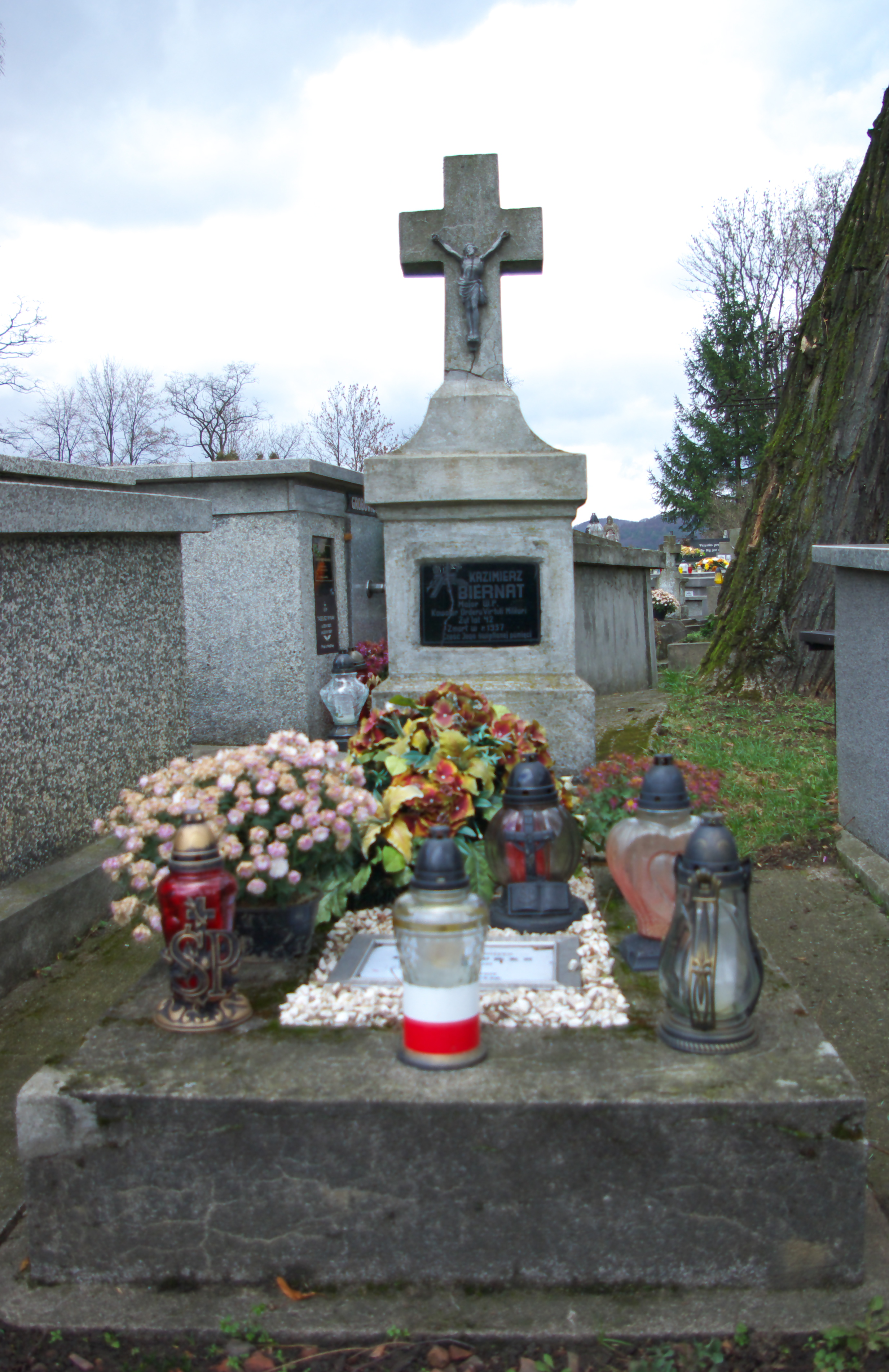
Nagrobek Kazimierza Biernata

Kazimierz Biernat urodził się 10 maja 1894 w Mordarce, w rodzinie Walentego i Rozalii z domu Mamak. We wsi rodzinnej ukończył szkołę powszechną, a następnie uczył się w gimnazjum w Nowym Sączu, które ukończył w 1913 uzyskując maturę.
Po wybuchu I wojny światowej służył w pułku piechoty Obrony Krajowej Nr 32. Następnie ukończył szkołę oficerską, został mianowany chorążym rezerwy ze starszeństwem z 1 sierpnia 1915 i otrzymał przydział do 16 pułku piechoty Obrony Krajowej „Kraków”. W jego szeregach 27 sierpnia 1915 wyruszył na front wschodni, gdzie 4 czerwca 1916 został wzięty do niewoli, z której odzyskał wolność 22 lipca 1918. Wówczas przyłączył się do 1 pułku strzelców polskich, w którym wpierw został dowódcą plutonu w 3 kompanii, a następnie 11 grudnia 1918, awansowany do stopnia podporucznika, został dowódcą 2 kompanii. Jego pułk wchodził w skład sformowanej na terenie Rosji 5 Dywizji Strzelców Polskich. Wraz z nią walczył w trakcie wojny domowej w Rosji w 1918, w rejonie Ufy (Sardyk, Belebej, Znamienka). 19 kwietnia 1919 awansowano go do stopnia porucznika. Podczas odwrotu jego kompania odznaczyła się w bitwie na stacji kolejowej Tutalska Tajga 23 grudnia 1919, lecz mimo tego ewakuacja wojsk polskich nie powiodła się. W styczniu 1920 5 Dywizja Strzelców Polskich została otoczona i skapitulowała koło stacji kolejowej Klukwiennaja (120 km na wschód od Krasnojarska). Większość polskich żołnierzy została wzięta do niewoli i następnie skierowana do katorżniczej pracy, a część z nich, która się nie poddała (wśród nich Biernat), uciekała w kierunku wschodnim i 21 lutego 1920 dotarła do Harbinu w Mandżurii. Tam został utworzony Samodzielny Batalion Strzelców Polskich, a Biernat został dowódcą 4 kompanii. Grupa ocalałych żołnierzy pułku wraz z większością oficerów i częścią rodzin wojskowych wyruszyła 15 kwietnia 1920 angielskim okrętem z portu Dairen do Polski, przybywając 1 lipca 1920 do Gdańska.
Powracający żołnierze zostali włączeni do Wojska Polskiego i już 10 lipca skierowani na tereny plebiscytowe Warmii i Mazur. W trwającej wtedy wojnie polsko-bolszewickiej 1920, Biernat został mianowany dowódcą 10 kompanii działającego pod ówczesną nazwą 1 Syberyjskiego pułku piechoty (później 22 sierpnia 1921 otrzymał nazwę 82 Syberyjskiego Pułku Strzelców im. Tadeusza Kościuszki) i 8 sierpnia 1920 wysłany na front pod Warszawę. Tam w dniach 14–15 sierpnia uczestniczył w bitwie o Borkowo, a podczas ataku wykazał się męstwem; 19 sierpnia pod Czarnostowem brał udział w ataku na bagnety, zdobyciu okopów bolszewików i przerwaniu frontu. 24 sierpnia został wzięty do niewoli. Mimo tego po raz drugi w życiu uwolnił się z sowieckiej opresji jenieckiej. Po zakończonej wojnie i odparciu bolszewików, w kwietniu 1921 został awansowany do stopnia kapitana ze starszeństwem z dniem 1 czerwca 1919. Został mianowany oficerem 3 Syberyjskiego pułku piechoty (wkrótce zmienił nazwę na 84 pułk piechoty i garnizonował w Pińsku), w którym służył od 30 września 1922 do 7 stycznia 1930. W tym czasie pełnił funkcje dowódcy kompanii i dowódcy szkoły podoficerskiej. W maju 1927 został wyznaczony na stanowisko kwatermistrza, a w sierpniu tego roku przesunięty na stanowisko dowódcy II batalionu. 1 stycznia 1928 został awansowany do stopnia majora piechoty ze starszeństwem z dniem 1 stycznia 1928. W lipcu 1929 został przesunięty na stanowisko kwatermistrza. W styczniu 1930 został przeniesiony do 2 pułku strzelców podhalańskich w Sanoku na stanowisko obwodowego komendanta Przysposobienia Wojskowego. Niekorzystne skutki zdrowotne udziału w działaniach wojennych zmusiły go do leczenia szpitalnego i sanatoryjnego. W związku z postępującymi chorobami 31 maja 1932 został przeniesiony w stan spoczynku. W 1934 jako major piechoty przeniesiony w stan spoczynku był w oficerskiej kadrze okręgowej nr X jako oficer pozostający w dyspozycji dowódcy Okręgu Korpusu Nr X i był wówczas przydzielony do Powiatowej Komendy Uzupełnień Sanok.
Zmarł 7 grudnia 1937 w Sanoku wskutek gruźlicy. Opinie lekarskie wskazywały, że 95% utraty jego zdrowia wynikały z doświadczeń i przeżyć wojennych. Został pochowany na cmentarzu przy ul. Jana Matejki w Sanoku. Później w tym samym miejscu została pochowana jego córka, Jolanta Kazimiera Ratułowska (ur. 1928 w Pińsku, zm. 2011), zaś obok, w osobnym grobie spoczęła jego żona, Irena Biernat, córka Jana i Józefy Grybienko (ur. 17 kwietnia 1901 w Siewierzu, zm. 28 marca 1967 w Sanoku), którą poślubił 10 czerwca 1923 w Hancewiczach. Przed 1939 Irena Biernat należała do Stowarzyszenia „Rodzina Wojskowa” 2 psp, a po wybuchu wojny wraz z dwiema córkami oraz w grupie innych małżonek polskich oficerów z sanockiego pułku trafiła do Kulczyc, następnie do Drohobycza, po czym powróciła do Sanoka.

## Ordery i odznaczenia
- Krzyż Srebrny Orderu Wojskowego Virtuti Militari nr 1841 (1921)[18][19][20]
- Krzyż Walecznych (dwukrotnie)
- Złoty Krzyż Zasługi (10 listopada 1928)[21]
- Medal Niepodległości (15 czerwca 1932)[22]
- Medal Pamiątkowy za Wojnę 1918–1921
- Medal Dziesięciolecia Odzyskanej Niepodległości
- Medal Pamiątkowy Wielkiej Wojny (III Republika Francuska)
- Medal Zwycięstwa (Médaille Interalliée)